# Das Glück ist ein Vogerl (2020)
Das Glück ist ein Vogerl ist ein österreichischer Fernsehfilm aus dem Jahr 2020 von Catalina Molina mit Simon Schwarz, Nikolaus Paryla und Patricia Aulitzky. Das Drehbuch von Ingrid Kaltenegger und Christiane Kalss basiert auf dem gleichnamigen Roman von Ingrid Kaltenegger (2017). Die Erstausstrahlung der Filmkomödie im Ersten erfolgte am 16. Dezember 2020 im Rahmen des FilmMittwochs im Ersten. Im ORF wurde der Film ebenfalls erstmals am 16. Dezember 2020 gezeigt.

## Handlung
Der Film spielt in der Adventzeit in Salzburg. Franz Brandstätter ist ein Musik- und Gitarrenlehrer Ende Vierzig, sein Job langweilt ihn und er träumt insgeheim von einer Karriere als Rockgitarrist. Seine Ehe mit Linn befindet sich in einer Krise und seine pubertierende Tochter Julie redet kaum mit ihm und seiner Frau. Mitten im Weihnachtsstress wird Franz Zeuge eines Autounfalles, bei dem ein älterer Mann tödlich verunglückt. Das Unfallopfer Egon Stachowiak war auf dem Weg ins Pflegezentrum Amadé auf der Suche nach seiner Jugendliebe Amalia „Mali“ Hirsch, die im Wachkoma liegt, und bei der er sich nach Jahrzehnten entschuldigen wollte.
Als Franz von seiner Frau zum Lebenshilfeseminar Der Fahrstuhl zum Glück von Sebastian von Schöneck geschleppt wird, um deren Ehe zu retten, begegnet Franz dem Geist von Egon. Ab diesem Zeitpunkt wird Franz von Egons Geist verfolgt, wobei Egon nur für Franz sichtbar ist. Egon kann sich das selbst nicht erklären, zumal er als früherer Physiker nicht an seine metaphysische Existenz glaubt.
Nachdem Linn mit der Scheidung droht, schlägt Egon Franz vor, dass er ihm dabei helfen solle, seine Jugendliebe Mali aus dem Koma aufzuwecken. Im Gegenzug dazu will er Franz unterstützen seine Ehe zu retten. Nach mehreren Fehlversuchen unter anderem mit Hilfe von Parfüms gelingt es Egon und Franz schließlich zu Mali durchzudringen, indem sie das Wienerlied Das Glück is a Vogerl anstimmen. Mali verstirbt im Krankenhaus, Egon und Mali gehen gemeinsam ins Licht.
Parallel dazu gelingt es Franz Linn zu beeindrucken, indem er seinen Traum realisiert und sich der Band von Pflegerin Tessa anschließt, die er im Pflegezentrum kennengelernt hatte, und für Linn ein Liebeslied schreibt, das bei einem Konzert aufgeführt wird. Außerdem beginnt Franz seine Tätigkeit als Lehrer ernst zu nehmen.

## Produktion
Die Dreharbeiten fanden vom 20. Jänner bis zum 18. Februar 2020 statt, gedreht wurde in Wien und Salzburg. Produziert wurde der Film von der Allegro Film (Produzenten Helmut Grasser und Gabi Stefansich) im Auftrag des Österreichischen und des Bayerischen Rundfunks. Unterstützt wurde die Produktion vom Land Salzburg und der Stadt Salzburg.
Die Kamera führte Michael Schindegger. Für das Kostümbild zeichnete Theresa Kopf verantwortlich, für das Szenenbild Nina Salak und Katharina Haring, für Ton und Tongestaltung Klaus Kellermann und Christoph Burgstaller, für die Maske Danijela Brdar und Heike Sekera und für das Casting Eva Roth.
Catalina Molina führte zuvor unter anderem bei den beiden Salzburger ORF-Landkrimis Drachenjungfrau (2016) und Das dunkle Paradies (2019) Regie. Das Drehbuch entstand ursprünglich als Abschlussprojekt der aus Salzburg stammenden Autorin Ingrid Kaltenegger an der Internationalen Filmschule Köln.

## Rezeption

### Kritik
Matthias Hannemann befand in der Frankfurter Allgemeinen Zeitung, dass sich der Film selbst für den perfekten Familienfilm halte. Die erzählerischen Ideen würden aber weitgehend einer Zeit entstammen, in der sich der jüngere Teil der Familie noch nicht bei den ersten Anzeichen eines Gähnens mit dem Streaming-Tablet ins Nebenzimmer zurückziehen konnte.
Volker Bergmeister schrieb dagegen auf tittelbach.tv, Catalina Molina lasse ihre Protagonisten nach dem märchenhaft anmutenden Drehbuch von Ingrid Kaltenegger mit viel Charme und fein dosiertem Humor, noch mehr Herz und Gefühl durch die Untiefen des Lebens waten. Er beschreibt den Film als „[v]orweihnachtliche Komödie ohne übliches Jingle-Bells-Gesülze.“ Sie erzähle „vom Finden, Verlieren und Wiederfinden der Liebe, von der Versöhnung mit der eigenen Vergangenheit und davon, sich selbst und seine Liebsten wieder neu kennenzulernen und längst aufgegebene Träume weiter zu träumen.“ Der Film sei mit Simon Schwarz und Nikolaus Paryla als ungleichem Buddypaar vortrefflich besetzt.

### Einschaltquoten
Die Erstausstrahlung von Das Glück ist ein Vogerl am 16. Dezember 2020 wurde in Deutschland von 3,67 Millionen Zuschauern gesehen und erreichte einen Marktanteil von 11,3 % für Das Erste.
Im ORF wurde die Erstausstrahlung von bis zu 931.000 und durchschnittlich 868.000 Zusehern verfolgt, der Marktanteil betrug 26 Prozent.

## Auszeichnungen und Nominierungen
Romyverleihung 2021
- Nominierung in der Kategorie Beste Regie TV/Stream (Catalina Molina)[13]